# التجنيد في الدولة العثمانية

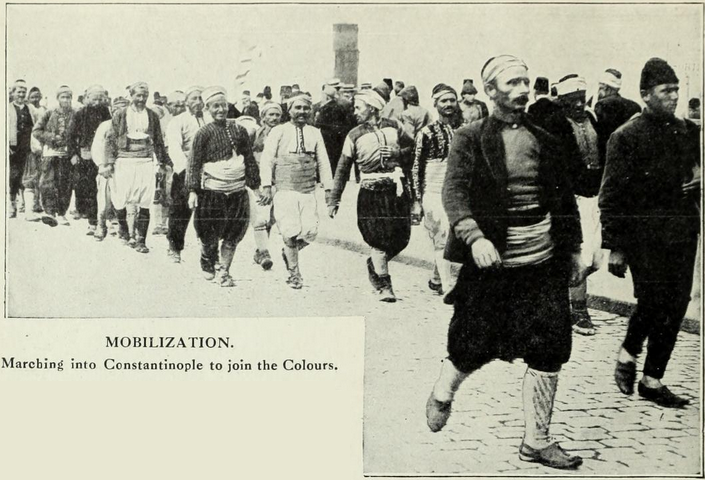

تباين التجنيد العسكري في الدولة العثمانية في فترات: 
- الجيش الكلاسيكي (1451–1606)
- فترة الإصلاح (1826–1858)
- الجيش الحديث (1861–1922)

تم تطبيق مجموعات معقدة من القواعد: 
- ضريبة الرؤوس (في المراحل المبكرة جدًا) تسمى الجزية، والتي تم فرضها في الأصل على غير المسلمين كبديل للخدمة العسكرية
- من عام 1855، ضريبة البدل العسكري، وهي ضريبة الإعفاء، والتي تطبق على الجميع، وكانت نظريًا بديلةً للخدمة العسكرية
- التجنيد على النمط الغربي، يرتبط ارتباطًا وثيقًا بتجنيد جيش على الطراز الأوروبي، هو الجيش الحديث (1861–

1922)، ولكن ليس بالتزامن معه تمامًا.

## الفترة الكلاسيكية
لا يوجد تجنيد عسكري شامل خلال هذه الفترة. تم التجنيد في جيش الإنكشارية العثماني من خلال التجنيد القسري للأطفال المسيحيين كل 5 سنوات.

## فترة الإصلاح
في عام 1839، تم تقديم نظام التجنيد من خلال فرمان الكلخانة. في أوقات الحاجة، يجب على كل بلدة أو ربع أو قرية تقديم مجند مجهز بالكامل في مكتب التوظيف. في عام 1848، تم نشر لوائح مفصلة حول المسودة. وذكر أن ملة مسلم كانت مطلوبةً لأداء الخدمة. كان المواطنون مطالبين بالخدمة.
تم تقديم مشروع قانون لغير المسلمين في عام 1856 ولكن ضريبة الإعفاء بدلًا من ذلك لم تكن محظورة، على عكس المدفوعات المماثلة المتاحة للمسلمين. ونظرًا لإلغاء ضريبة الجزية لغير المسلمين، فإن السلطات لم تكن تشجعهم على أداء الخدمة العسكرية، مفضلين العائدات. ومع ذلك، دخل بعض غير المسلمين في الجيش في وظائف داعمة. كان رئيس حرس عبد الحميد الثاني يونانيًا برتبة عميد.

### البدل النقدي
كان نظام الإعفاءات من خلال البدل النقدي أو العسكري يعني أن العبء لم يقع بالتساوي على جميع الرعايا العثمانيين. لقد تهرّب الأغنياء من أعباء الخدمة العسكرية. لم يكن التوزيع الاجتماعي والاقتصادي للدولة العثمانية متساويًا، وكان لأعضاء المجتمع العثماني من غير المسلمين مستوى دخل أعلى. وحتى النهاية، ظل الجيش العثماني جيشًا من فلاحي الأناضول المسلمين.[بحاجة لمصدر]

## الجيش الحديث
تم تقصير مدة الخدمة في الجيش النظامي تدريجيًا مع تكوّن الجيش الحديث. في عام 1908، كانت تساوي ثلاث سنوات. 

### إصلاحات عام 1908
مع ثورة تركيا الفتاة، أعدت وزارة الحرب قانون التجنيد العسكري الجديد في أكتوبر 1908. وفقًا للمشروع، كان على جميع الأشخاص الذين تتراوح أعمارهم بين 25 و45 عامًا أداء الخدمة العسكرية الإلزامية.

### إصلاحات عام 1909
في يوليو 1909 صدر قانون الخدمة العسكرية الذي جعله إلزاميًا لجميع الرعايا العثمانيين. عارض الطلاب المسلمين الذين فشلوا في امتحاناتهم في الكليات الدينية القانون الذي أفقدهم وضعهم المعفي. جاءت معارضة القانون أيضًا من مواطنين عثمانيين غير مسلمين. وافق المتحدثون باسم الجاليات اليونانية والسورية والأرمنية والبلغارية على الخدمة العسكرية على الورق. كانت الممارسة مختلفة تمامًا. عمليًا، أرادت كل طائفة العمل بشكل منفصل. لقد أرادوا الحفاظ على هيكلهم العسكري، بدلًا من الاتحاد تحت علم واحد. كما طالبوا بزي رسمي مصمم بطريقة عرقية حتى يتم فصلهم عن بعضهم البعض. هذه الوحدات، إذا تأسست، سيقودها ضباط مسيحيون. لم يرغب البلغاريين غير المسلمين في خدمة المحافظات غير الأوروبية. تم فصل الأرمن بسبب ارتباطاتهم الحزبية. هذه الممارسات كانت ببساطة عكس أيديولوجية العثمانية. اعتقدت الحكومة أن الحفاظ على الدولة العثمانية ككيان واحد لم يكن ممكنًا بجيش يمكن أن يرفض شن الحرب بسبب عرقيته. لقد زعموا أن جيشًا على قاعدة قومية أو دينية يخدم فقط صعود القومية في الدولة العثمانية. 
في أكتوبر 1909، تم تجنيد المجندين بغض النظر عن الدين لأول مرة. على المستوى الشعبي، اختار العديد من الشباب العثماني المسيحيين، وخاصة اليونانيين، الذين كانوا قادرين على تحمل تكاليف ذلك والذين تربطهم صلات في الخارج، مغادرة البلد أو الاختباء كمراوغة ابتداءً من حروب البلقان عام 1910، وحتى الحرب العالمية الأولى.

### الحرب العالمية الأولى
في 12 مايو 1914، أنشأت الدولة العثمانية قانون تجنيد جديد. خفّض هذا القانون الجديد سن التجنيد من 20 إلى 18 وإلغاء «نظام الرديف» (نظام الاحتياط). تم تعيين أطوال الخدمة الفعلية في سنتين للمشاة، و3 سنوات للفروع الأخرى للجيش و5 سنوات للبحرية. ظلت هذه التدابير نظرية إلى حد كبير خلال الحرب العالمية الأولى. لم تستطع الدولة العثمانية في عام 1914 سوى توفير 70 ألف أو حوالي 35% من السكان المعنيين. في بلغاريا كانت النسبة في نفس الوقت 75% معبأة بالكامل، حيث كانت نسبة السكان المسلحين في أوائل عام 1915 4% وفي الخدمة الفعلية، مقارنة ب10% على سبيل المثال في فرنسا.